# Spelling-Goldberg Productions
Spelling-Goldberg Productions was een Amerikaans televisieproductiebedrijf dat actief was van 1972 tot 1986. In 1982 werd het bedrijf verkocht aan Columbia Pictures en in 1986 werden alle activiteiten gestaakt.

## Geschiedenis
Spelling-Goldberg Productions werd opgericht in mei 1972 door Aaron Spelling en Leonard Goldberg. Ze produceerden in de jaren zeventig televisieseries zoals Starsky and Hutch, S.W.A.T., Charlie's Angels, Family, Fantasy Island, Hart to Hart en T.J. Hooker. Naast series produceerde het bedrijf tussen 1972 en 1979 ook een reeks televisiefilms.
Spellings andere bedrijven, Aaron Spelling Productions (later bekend als Spelling Entertainment en Spelling Television) en Thomas-Spelling Productions, bestonden in dezelfde periode naast elkaar en produceerden andere bekende series.
Spelling en Goldberg besloten uit elkaar te gaan en in juni 1977 verkocht het duo vier van hun series aan Columbia Pictures Television. Op 17 mei 1982 werd het bedrijf voor meer dan 40 miljoen dollar verkocht aan Columbia Pictures. In mei 1986 werden alle activiteiten van Spelling-Goldberg gestopt nadat de laatste aflevering van T.J. Hooker was uitgezonden.
Het merendeel van de Spelling-Goldberg-producties werd oorspronkelijk uitgezonden op ABC en is momenteel eigendom van Sony Pictures Television.

## Producties

### Televisieseries
- The Rookies (1972–1976)
- Chopper One (1974)
- S.W.A.T. (1975–1976)
- Starsky and Hutch (1975–1979)
- Charlie's Angels (1976–1981)
- Family (1976–1980)
- Fantasy Island (1977–1984)
- Hart to Hart (1979–1984)
- T.J. Hooker (1982–1986)

### Televisiefilms (selectie)
- The Daughters of Joshua Cabe (1972)
- Snatched (1973)
- The Bait (1973)
- The Affair (1973)
- Savages (1974)
- Death Sentence (1974)
- The Boy in the Plastic Bubble (1976)
- Beach Patrol (1979)